# Rio Căiuţi
O Rio Căiuţi é um rio da Romênia afluente do Rio Trotuş, localizado no distrito de Bacău.